# Елена Морено (плавчиня)
Елена Морено (ісп. Helena Moreno, 2 січня 2001) — коста-риканська плавчиня.